# Luge aux Jeux olympiques de 2010
Navigation
Turin 2006 Sotchi 2014
Les épreuves de luge aux Jeux olympiques d'hiver de 2010 se déroulent du 13 au 17 février 2010 au Centre des sports de glisse de Whistler dans la station de sports d'hiver de Whistler en Colombie-Britannique (Canada). La luge est un sport programmé aux jeux olympiques d'hiver depuis l'édition 1964.
Le Centre des sports de glisse de Whistler, composé de seize virages sur une longueur de 1 374 mètres avec des vitesses maximales atteignant les 140 km/h, accueille donc les trois épreuves. Le résultat est connu après les quatre passages de chaque participant dans les épreuves individuelles, après deux passages dans l'épreuve du biplace.
L'épreuve olympique masculine est marquée par la mort du lugeur géorgien Nodar Kumaritashvili lors du jour de la cérémonie d'ouverture des Jeux olympiques, qui amènent des modifications dans le parcours ainsi que des modifications lors de la construction des prochaines pistes de luge dans le monde.
L'épreuve individuelle masculine est la première programmée et voit la victoire de l'Allemand Felix Loch, dans l'épreuve féminine c'est l'Allemande Tatjana Hüfner qui s'impose, enfin dans le biplace, la paire autrichienne composée des frères Andreas Linger et Wolfgang Linger (tous deux déjà vainqueurs lors des Jeux olympiques d'hiver de 2006) qui remporte le titre. La nation allemande s'empare de cinq médailles sur les neuf mises en jeu dont deux titres.

## Avant l'épreuve olympique

### Qualifications des athlètes
110 lugeurs sont autorisés à participer à ces Jeux olympiques d'hiver de 2010 selon le comité international olympique et la fédération internationale de luge de course. Cela comprend 40 athlètes pour le monoplace masculin, 30 athlètes pour le monoplace féminin et 20 équipes pour le biplace masculin (40 athlètes au total). Il s'agit du même nombre de participants lors des deux olympiades d'hiver précédents. Le second lugeur géorgien ne prend pas part aux qualifications à la suite du décès de son coéquipier. 

## Format des épreuves
Les épreuves individuelles masculines et féminines ont le même format. L'épreuve se dispute sur deux jours, chaque jour l'athlète prend part à deux manches. Au total, ce sont donc quatre manches qui déterminent le classement final dans des temps chronométrés au centième de seconde, les temps sont ainsi additionnés et l'athlète réalisant le temps le moins élevé remporté l'épreuve. Si égalité, les deux athlètes occupent la même place. En revanche, dans l'épreuve du biplace, l'épreuve est disputée sur une même journée avec deux manches contrairement aux quatre pour les autres épreuves. D'ailleurs, cette épreuve est mixte depuis les jeux olympiques d'hiver de 1992, bien qu'aucun équipage ne le fut pendant les jeux
Les lugeurs se placent sur leur engin en position allongée les pieds en avant. Au départ, ils s'élancent par l'intermédiaire de poignées de départ puis poursuivent leur élan en s'aidant de gants à pointes avant de prendre la position allongée la plus aérodynamique.

## Piste

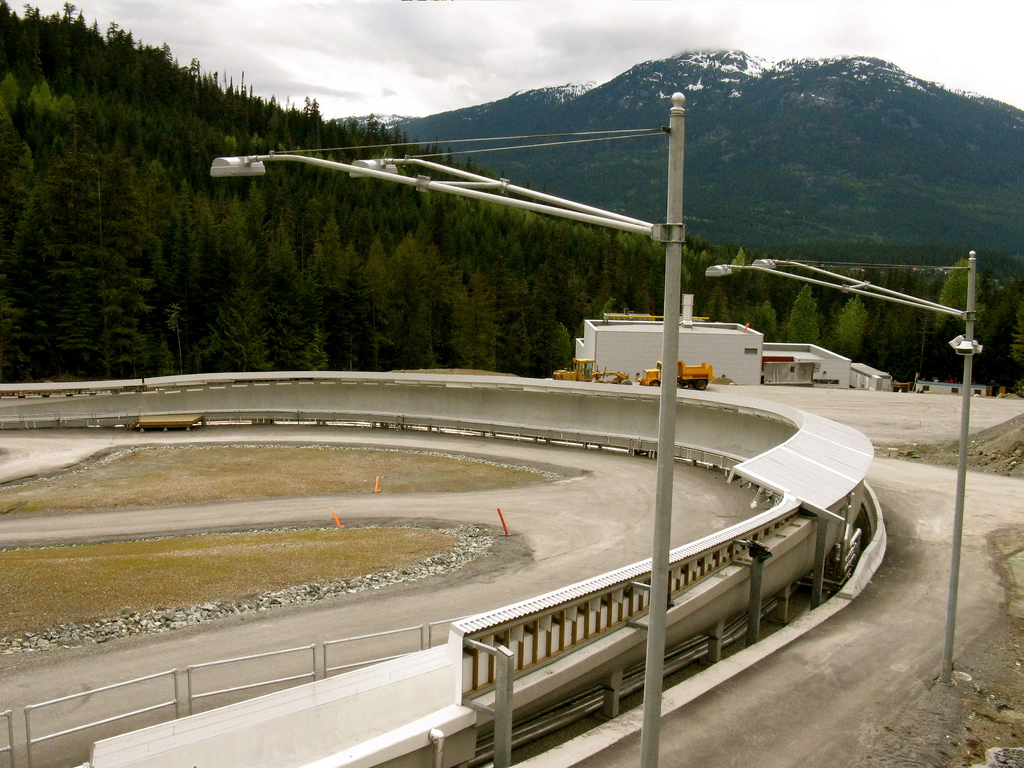
Piste de Whistler.

Le Centre des sports de glisse de Whistler est construit à l'occasion de ces Jeux olympiques. La piste se situe dans la station de sports d'hiver de Whistler en Colombie-Britannique (Canada). Il est construit sur le territoire des Squamish et Lil’wat, considérant ce site comme un lieu spirituel.
Pour les épreuves de luge, la piste s'étend sur 1 374 mètres et compte seize virages pour les hommes et 1 198 mètres pour les femmes et le biplace. La capacité d'accueil est de 12 000 spectateurs tout au long de la piste.
La piste est l'œuvre du « Stantec Architecture Limited », construite en juin 2005 et décembre 2007. Ce projet a reçu l'accord du « Canadian Environmental Assessment Act » pour son respect de l'environnement. Elle accueille également les épreuves olympiques de bobsleigh et de skeleton. Son coût s'élève à 104,9 millions de dollars, financés en commun par les gouvernements du Canada et de la Colombie-Britannique. La piste comprend 350 tonnes de béton. La piste possède un système de réfrigération.

## Accidents
Le 12 février 2010, pendant une descente d'entraînement, le lugeur géorgien Nodar Kumaritashvili est décédé alors qu'il a été éjecté de sa luge à la sortie du virage numéro 16 et qu'il est entré en collision avec une poutre métallique bordant la piste. Avant cet accident, déjà onze sportifs avaient terminé leur descente sans leur luge. À la suite de cette tragédie, toutes les descentes ont été suspendues jusqu'à ce que la lumière soit faite sur l'origine de cette mort, et la paroi bordant le virage dangereux a été rehaussée par mesure de précaution.

## Calendrier
| Calendrier des épreuves de luge | Calendrier des épreuves de luge | Calendrier des épreuves de luge | Calendrier des épreuves de luge | Calendrier des épreuves de luge | Calendrier des épreuves de luge | Calendrier des épreuves de luge | Calendrier des épreuves de luge | Calendrier des épreuves de luge | Calendrier des épreuves de luge | Calendrier des épreuves de luge | Calendrier des épreuves de luge | Calendrier des épreuves de luge | Calendrier des épreuves de luge | Calendrier des épreuves de luge | Calendrier des épreuves de luge | Calendrier des épreuves de luge | Calendrier des épreuves de luge | Calendrier des épreuves de luge |
| Février 2010                    | Février 2010                    | 12                              | 13                              | 14                              | 15                              | 16                              | 17                              | 18                              | 19                              | 20                              | 21                              | 22                              | 23                              | 24                              | 25                              | 26                              | 27                              | 28                              |
| ------------------------------- | ------------------------------- | ------------------------------- | ------------------------------- | ------------------------------- | ------------------------------- | ------------------------------- | ------------------------------- | ------------------------------- | ------------------------------- | ------------------------------- | ------------------------------- | ------------------------------- | ------------------------------- | ------------------------------- | ------------------------------- | ------------------------------- | ------------------------------- | ------------------------------- |
| Hommes                          | Individuel                      |                                 |                                 |                                 |                                 |                                 |                                 |                                 |                                 |                                 |                                 |                                 |                                 |                                 |                                 |                                 |                                 |                                 |
| Femmes                          | Individuelle                    |                                 |                                 |                                 |                                 |                                 |                                 |                                 |                                 |                                 |                                 |                                 |                                 |                                 |                                 |                                 |                                 |                                 |
| Biplace                         |                                 |                                 |                                 |                                 |                                 |                                 |                                 |                                 |                                 |                                 |                                 |                                 |                                 |                                 |                                 |                                 |                                 |                                 |

|  | Jour de l'épreuve |

## Podiums
| Épreuves                          | Or                                         | Argent                             | Bronze                                     |
| --------------------------------- | ------------------------------------------ | ---------------------------------- | ------------------------------------------ |
| Simple hommes résultats détaillés | Felix Loch (GER)                           | David Möller (GER)                 | Armin Zöggeler (ITA)                       |
| Simple femmes résultats détaillés | Tatjana Hüfner (GER)                       | Nina Reithmayer (AUT)              | Natalie Geisenberger (GER)                 |
| Biplace résultats détaillés       | Andreas Linger (AUT) Wolfgang Linger (AUT) | Andris Sics (LAT) Juris Sics (LAT) | Patric Leitner (GER) Alexander Resch (GER) |

## Résultats détaillés

### Hommes

#### Simple

##### Première et deuxième manches

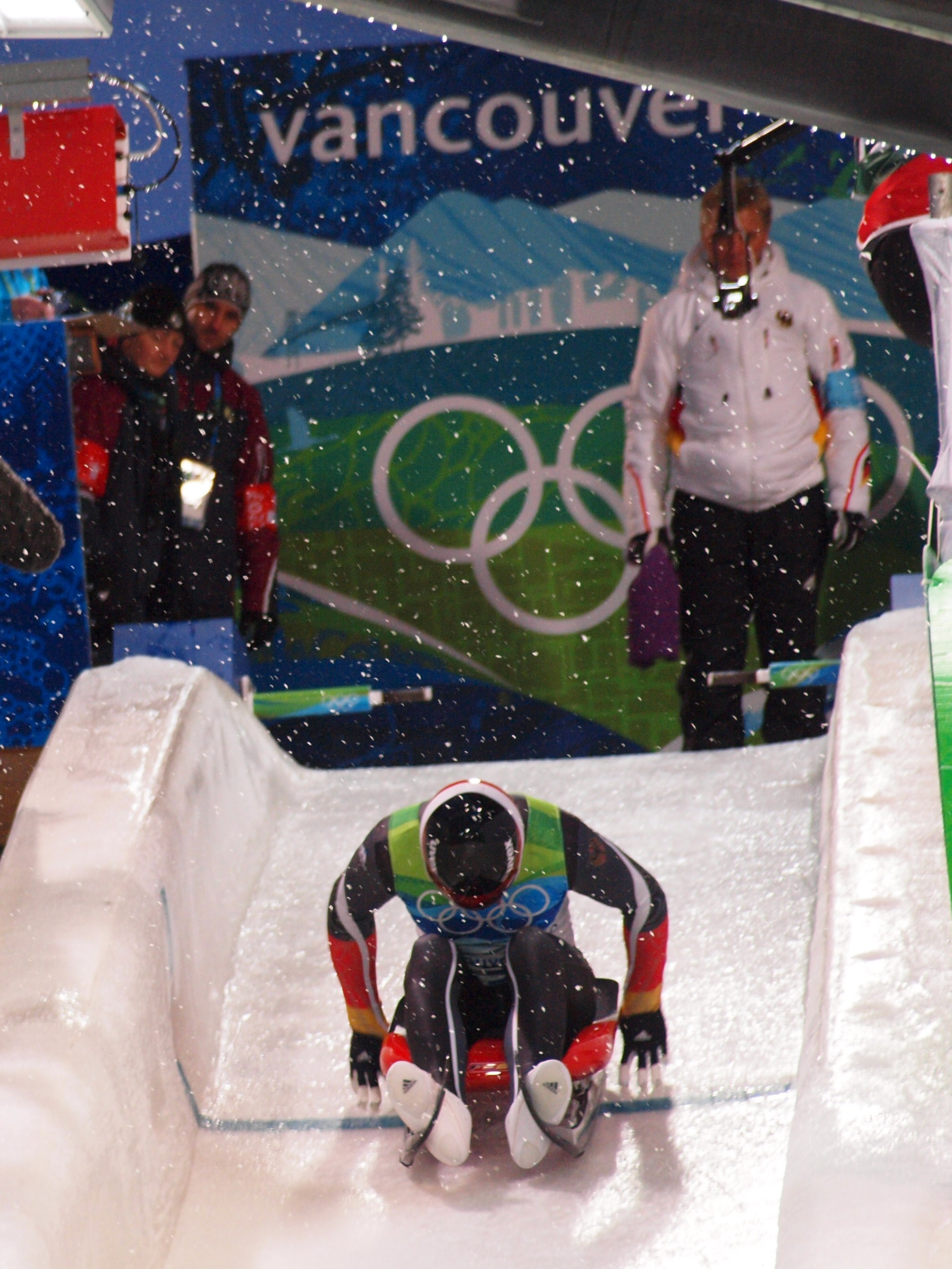
Départ d'un lugeur aux jeux olympiques d'hiver de 2010.

Les deux premières manches sont disputées le 18 février 2010. L'épreuve masculine compte trente-huit lugeurs issus de vingt-deux nations après le décès du Géorgien Nodar Kumaritashvili et de la non-participation de son compatriote Levan Gureshidze. L'Autriche, le Canada, l'Allemagne, l'Italie, la Lettonie, la Russie et les États-Unis comptent chacun trois participants.
Dans la première manche, l'Allemand Felix Loch réalise le temps avec 48,168 secondes devant son compatriote David Möller et l'Italien Armin Zöggeler. L'Autrichien Daniel Pfister prend la 4e alors qu'il n'a terminé qu'à la 12e place du général de la coupe du monde et le Russe Albert Demtschenko terminne 5e.

##### Troisième et quatrième manche
| Place | Nation     | Athlète            | Temps total    |
| ----- | ---------- | ------------------ | -------------- |
| 1er   | Allemagne  | Felix Loch         | 3 min 13 s 085 |
| 2e    | Allemagne  | David Möller       | 3 min 13 s 764 |
| 3e    | Italie     | Armin Zöggeler     | 3 min 14 s 375 |
| 4e    | Russie     | Albert Demtschenko | 3 min 14 s 405 |
| 5e    | Allemagne  | Andi Langenhan     | 3 min 14 s 629 |
| 6e    | Autriche   | Daniel Pfister     | 3 min 14 s 726 |
| 7e    | Canada     | Samuel Edney       | 3 min 14 s 840 |
| 8e    | États-Unis | Tony Benshoof      | 3 min 15 s 128 |

### Biplace
| Place | Nation     | Athlète                            | Temps total    |
| ----- | ---------- | ---------------------------------- | -------------- |
| 1er   | Autriche   | Andreas Linger Wolfgang Linger     | 1 min 22 s 705 |
| 2e    | Lettonie   | Andris Sics Juris Sics             | 1 min 22 s 969 |
| 3e    | Allemagne  | Patric Leitner Alexander Resch     | 1 min 23 s 040 |
| 4e    | Italie     | Christian Oberstolz Patrick Gruber | 1 min 23 s 112 |
| 5e    | Allemagne  | André Florschütz Torsten Wustlich  | 1 min 23 s 190 |
| 6e    | États-Unis | Dan Joye Christian Niccum          | 1 min 23 s 291 |
| 7e    | Canada     | Chris Moffat Mike Moffat           | 1 min 23 s 398 |
| 8e    | Autriche   | Markus Schiegl Tobias Schiegl      | 1 min 23 s 528 |

### Femmes

#### Simple
| Place | Nation    | Athlète              | Temps total    |
| ----- | --------- | -------------------- | -------------- |
| 1er   | Allemagne | Tatjana Hüfner       | 2 min 46 s 524 |
| 2e    | Autriche  | Nina Reithmayer      | 2 min 47 s 014 |
| 3e    | Allemagne | Natalie Geisenberger | 2 min 47 s 101 |
| 4e    | Russie    | Tatiana Ivanova      | 2 min 47 s 181 |
| 5e    | Allemagne | Anke Wischnewski     | 2 min 47 s 253 |
| 6e    | Russie    | Alexandra Rodionova  | 2 min 47 s 456 |
| 7e    | Suisse    | Martina Kocher       | 2 min 47 s 575 |
| 8e    | Pologne   | Ewelina Staszulonek  | 2 min 47 s 621 |

## Tableau des médailles
| Rang  | Nation    | Or | Argent | Bronze | Total |
| ----- | --------- | -- | ------ | ------ | ----- |
| 1     | Allemagne | 2  | 1      | 2      | 5     |
| 2     | Autriche  | 1  | 1      | 0      | 2     |
| 3     | Lettonie  | 0  | 1      | 0      | 1     |
| 4     | Italie    | 0  | 0      | 1      | 1     |
| Total | Total     | 3  | 3      | 3      | 9     |